# Чень Лін
Чень Лін  (кит.: 陈 玲, 16 червня 1987) — китайська лучниця, олімпійська медалістка.

## Виступи на Олімпіадах
| Олімпіада  | Дисципліна | Місце |
| ---------- | ---------- | ----- |
| Пекін 2008 | особисті   | 11T   |
| Пекін 2008 | командні   | 2     |